# Soyuz 1
Soyuz 1 (tiếng Nga Союз 1, tiếng Việt là Liên Hợp 1) là tên của một con tàu vũ trụ có người lái trong chương trình không gian Liên Xô. Được phóng vào quỹ đạo vào ngày 23 tháng 4 năm 1967, đem theo một nhà du hành vũ trụ Vladimir Mikhaylovich Komarov. Con tàu gặp sự cố khi trở về Trái Đất khiến Komarov thiệt mạng. Đây là trường hợp phi hành gia tử vong đầu tiên khi thực hiện một chuyến bay vào vũ trụ. 

## Phi hành đoàn
- Vladimir Mikhaylovich Komarov (2)

### Phi hành đoàn dự phòng
- Yuri Gagarin

## Dẫn chứng
1. ↑  "Baikonur LC1". Encyclopedia Astronautica. Truy cập ngày 4 tháng 3 năm 2009.